# 地方三帳
地方三帳（じかたさんちょう）は、江戸時代、年貢徴収、納税事務の上で最も重要な3種の帳簿である。
すなわち取箇郷帳（とりかごうちょう）、年貢割付（ねんぐわりつけ）、および年貢皆済目録（ねんぐかいさいもくろく）である。
なお呼称としては、それぞれ「御」の字を冠して、御取箇郷帳、御年貢割付、および御年貢皆済目録と敬称された。

## 概要
これら3種の帳簿は江戸幕府当初からあったのではない。
当初は、万事において粗略で、収納法も細密とはいえず、毎年、代官任せで、穿鑿をくわえることはなかった。
慶安年間、改革が行われ、代官に、毎年村々から納付すべき上納物の明細書を勘定所に差し出させたが、これが取箇郷帳の最初である。
すなわち取箇郷帳は、代官が年ごとに収納すべき取箇、小物成、高掛物などのすべて村々から納付すべきものの明細を書き上げたものであり、納税の根本となるものである。
この書き出しによって勘定所は評議を経て裁可を与える。
そののち代官はこれをみずからの管轄内に割り付け、調印を経て、村方に渡す。
これが年貢割付である。
村々はこれによりその年の年貢を納付し、納付後、代官所は年貢皆済目録を作成し、これを勘定所に差し出す。
また代官から年貢皆済のうえ、村方に渡すものをも年貢皆済目録と称した。

## 参考
- 地方凡例録